# Agrostis curtisii
Agrostis curtisii är en gräsart som beskrevs av Michel François-Jacques Kerguélen. Agrostis curtisii ingår i släktet ven, och familjen gräs. Inga underarter finns listade i Catalogue of Life.